# Зграда школе у Вранићу
Зграда школе у Вранићу, налази се у старом центру Вранића, насеља на територији градске општине Барајево, подигнута је почетком 20. века близу места на којем је била зграда старије основне школе из 1848. године. Представља непокретно културно добро као споменик културе.

## Историја
Зграда основне школе се налази у старом центру Вранића и данас, заједно са суседном механом, садржински и просторно обележава ово место као жижу јавног живота насеља у прошлости. Основна школа у Вранићу припада наменским зградама свога времена са карактеристичним квалитетима својственим овој групи објеката - изванредном локацијом, једноставним и функционалним просторним решењима и солидном архитектонском обрадом.
Иако је радила у отежаним условима, од 1872. године стижу  учитељице  из Више женске школе у Београду. Коначно је 1905. године срушена стара школска зграда, направљена  од  трошног материјала, са  две  учионице  и  учитељским  станом.  Године  1907.  Вранић  је  добио  нову  школску  зграду  са  три учионице и учитељским станом на истом месту.